# Südafrikanische Frauen-Cricket-Nationalmannschaft in Australien in der Saison 2023/24
Die Tour der südafrikanischen Frauen-Cricket-Nationalmannschaft nach Australien in der Saison 2023/24 fand vom 27. Januar bis zum 18. Februar 2024 statt. Die internationale Cricket-Tour war Bestandteil der internationalen Cricket-Saison 2023/24 und umfasste einen WTest, drei WODIs und drei WTwenty20s. Die WODIs waren Teil der ICC Women’s Championship 2022–2025. Australien gewann die WT20- und die WDOI-Serie jeweils mit 2−1, sowie die WTest-Serie mit 1−0.

## Vorgeschichte
Australien bestritt zuvor Tour in Indien, Südafrika gegen Bangladesch. Das letzte Aufeinandertreffen der beiden Mannschaften bei einer Tour fand in der Saison 2016/17 in Australien statt.

## Stadion
Die folgenden Stadien wurden für das Turnier ausgewählt.
| Stadion           | Stadt    | Kapazität | Spiele       |
| ----------------- | -------- | --------- | ------------ |
| Adelaide Oval     | Adelaide | 53.583    | 1. WDOI      |
| Manuka Oval       | Canberra | 12.000    | 1. & 2. WT20 |
| Bellerive Oval    | Hobart   | 20.000    | 3. WT20      |
| WACA Ground       | Perth    | 20.000    | 1. WTest     |
| North Sydney Oval | Sydney   | 10.000    | 2. & 3. WODI |

## Kaderlisten
Australien benannte seine WODI- und WTwenty20-Kader am 12. Januar 2024 und seinen WTest-Kader am 10. Februar 2024.
Südafrika benannte seine WODI- und WTwenty20-Kader am 15. Januar 2024 und seinen WTest-Kader am 9. Februar 2024.
| WTest | WTest | WODI | WODI | WTwenty20 | WTwenty20 |
| Australien | Südafrika | Australien | Südafrika | Australien | Südafrika |
| --- | --- | --- | --- | --- | --- |
| - Alyssa Healy (K, wk) - Darcie Brown - Ashleigh Gardner - Kim Garth - Jess Jonassen - Alana King - Phoebe Litchfield - Tahlia McGrath - Sophie Molineux - Beth Mooney (wk) - Ellyse Perry - Megan Schutt - Annabel Sutherland - Georgia Wareham | - Laura Wolvaardt (K) - Anneke Bosch - Tazmin Brits - Nadine de Klerk - Mieke de Ridder (wk) - Ayanda Hlubi - Sinalo Jafta (wk) - Marizanne Kapp - Masabata Klaas - Suné Luus - Eliz-Mari Marx - Nonkululeko Mlaba - Chloe Tryon - Delmi Tucker | - Alyssa Healy (K, wk) - Darcie Brown - Ashleigh Gardner - Kim Garth - Heather Graham - Jess Jonassen - Alana King - Phoebe Litchfield - Tahlia McGrath - Beth Mooney (wk) - Ellyse Perry - Megan Schutt - Annabel Sutherland - Georgia Wareham | - Laura Wolvaardt (K) - Anneke Bosch - Tazmin Brits - Nadine de Klerk - Mieke de Ridder (wk) - Ayanda Hlubi - Sinalo Jafta (wk) - Marizanne Kapp - Ayabonga Khaka - Masabata Klaas - Suné Luus - Eliz-Mari Marx - Nonkululeko Mlaba - Delmi Tucker - Chloe Tryon | - Alyssa Healy (K, wk) - Darcie Brown - Ashleigh Gardner - Kim Garth - Heather Graham - Grace Harris - Jess Jonassen - Phoebe Litchfield - Tahlia McGrath - Beth Mooney (wk) - Ellyse Perry - Megan Schutt - Annabel Sutherland - Georgia Wareham | - Laura Wolvaardt (K) - Anneke Bosch - Tazmin Brits - Nadine de Klerk - Mieke de Ridder (wk) - Ayanda Hlubi - Sinalo Jafta (wk) - Marizanne Kapp - Ayabonga Khaka - Masabata Klaas - Suné Luus - Eliz-Mari Marx - Nonkululeko Mlaba - Delmi Tucker - Chloe Tryon |

## Tour Matches
| 24. Januar Scorecard | Sydney (NSO) | Südafrika 149-7 (20)                        | – | Governor General’s XI 150-6 (19.2) |
|                      |              | Governor General’s XI gewinnt mit 4 Wickets |   |                                    |

## Women’s Twenty20 International

### Erstes WTwenty20 in Canberra
| 27. Januar Scorecard | Canberra | Südafrika 147-6 (20)             | – | Australien 149-2 (19.1) |
|                      |          | Australien gewinnt mit 8 Wickets |   |                         |

Australien gewann den Münzwurf und entschied sich als Feldmannschaft zu beginnen. Als Spielerin des Spiels wurde Beth Mooney ausgezeichnet.

### Zweites WTwenty20 in Canberra
| 28. Januar Scorecard | Canberra | Australien 142-6 (20)           | – | Südafrika 144-4 (19) |
|                      |          | Südafrika gewinnt mit 6 Wickets |   |                      |

Australien gewann den Münzwurf und entschied sich als Schlagmannschaft zu beginnen. Als Spielerin des Spiels wurde Laura Wolvaardt ausgezeichnet.

### Drittes WTwenty20 in Hobart
| 30. Januar Scorecard | Hobart | Südafrika 162-7 (20)             | – | Australien 163-5 (19.2) |
|                      |        | Australien gewinnt mit 5 Wickets |   |                         |

Australien gewann den Münzwurf und entschied sich als Feldmannschaft zu beginnen. Als Spielerin des Spiels wurde Beth Mooney ausgezeichnet.

## Women’s One-Day Internationals

### Erstes WODI in Adelaide
| 3. Februar Scorecard | Adelaide | Südafrika 105 (31.3)             | – | Australien 106-2 (19) |
|                      |          | Australien gewinnt mit 8 Wickets |   |                       |

Australien gewann den Münzwurf und entschied sich als Feldmannschaft zu beginnen. Als Spielerin des Spiels wurde Kim Garth ausgezeichnet.

### Zweites WODI in Sydney
| 7. Februar Scorecard | Sydney (NSO) | Südafrika 229-6 (45/45)                    | – | Australien 149 (29.3/45) |
|                      |              | Südafrika gewinnt mit 84 Runs (D/L method) |   |                          |

Australien gewann den Münzwurf und entschied sich als Feldmannschaft zu beginnen. Als Spielerin des Spiels wurde Marizanne Kapp ausgezeichnet.

### Drittes WODI in Sydney
| 10. Februar Scorecard | Sydney (NSO) | Australien 277-9 (50)                        | – | Südafrika 127 (24.3/31) |
|                       |              | Australien gewinnt mit 110 Runs (D/L method) |   |                         |

Australien gewann den Münzwurf und entschied sich als Schlagmannschaft zu beginnen. Als Spielerin des Spiels wurde Tahlia McGrath ausgezeichnet.

## Women’s Test in Perth
| 15. – 17. Februar Scorecard | Perth (WACA) | Südafrika 76 (31.2) & 215 (97.2)                  | – | Australien 575-9d (125.2) |
|                             |              | Australien gewinnt mit einem Innings und 284 Runs |   |                           |

Australien gewann den Münzwurf und entschied sich als Feldmannschaft zu beginnen. Für Südafrika konnte sich die dritte Schlagfrau Sune Luus etablieren und 26 Runs erreichen. Von den verbliebenen Batterinnen gelang lediglich Masabata Klaas mit ungeschlagenen 10* Runs eine zweistellige Runzahl, als das letzte Wicket des Innings nach 76 Runs fiel. Beste australische Bowlerin war Darcie Brown mit 5 Wickets für 21 Runs und Annabel Sutherland mit 3 Wickets für 19 Runs. Für Australien bildete Eröffnungs-Batterin Beth Mooney mit der fünften Schlagfrau Alyssa Healy eine Partnerschaft. Mooney schied nach einem Fifty über 78 Runs aus und wurde durch Annabel Sutherland ersetzt. Healy verlor ihr Wicket nach 99 Runs und nachdem Ashleigh Gardner aufs Feld kam endete der Tag beim Stand von 251/5. Am zweiten Spieltag erreichte Gardner ein Fifty über 65 Runs und die hineinkommende Sophie Molineux 33 Runs. Nachdem Kim Garth aufs Feld kam verlor Sutherland nach einem Double-Century über 210 Runs aus 256 Bällen ihr Wicket. Garth erreichte 49* Runs bis Australien das Innings mit einem Vorsprung von 499 Runs deklarierte. Beste südafrikanische Bowler waren Chloe Tryon mit 3 Wickets für 81 Runs und Masabata Klaas mit 3 Wickets für 85 Runs. Südafrika verlor dann früh drei Wickets, bevor Tazmin Brits mit Delmi Tucker eine Partnerschaft formte und den Tag beim Stand von 67/3 beendeten. Am dritten Spieltag schied Brits nach 31 Runs aus und wurde gefolgt durch Chloe Tryon. Tucker gelang ein Fifty über 64 Runs und nachdem Nonkululeko Mlaba ins Spiel kam, schied auch Tryon nach einem Fifty über 64 Runs aus. Mlaba erreichte 15 Runs und kurz darauf fiel das letzte Wicket des Spiels das die Innings-Niederlage für Südafrika bestätigte. Beste australische Bowlerinnen mit jeweils zwei Wickets waren Annabel Sutherland (2/11), Ashleigh Gardner (2/29), Darcie Brown (2/27) und Kim Garth (2/55). Als Spielerin des Spiels wurde Annabel Sutherland ausgezeichnet.

## Auszeichnungen

### Player of the Series
Als Player of the Series wurden der folgende Spieler ausgezeichnet.
| Serie | Player of the Series |
| ----- | -------------------- |
| WTest | Beth Mooney          |
| WODI  | –                    |
| WT20  | Beth Mooney          |

### Player of the Match
Als Player of the Match wurden die folgenden Spielerinnen ausgezeichnet.
| Spiel    | Player of the Match |
| -------- | ------------------- |
| 1. WTest | Annabel Sutherland  |
| 1. WODI  | Kim Garth           |
| 2. WODI  | Marizanne Kapp      |
| 3. WODI  | Tahlia McGrath      |
| 1. WT20  | Beth Mooney         |
| 2. WT20  | Laura Wolvaardt     |
| 3. WT20  | Beth Mooney         |